# Борова процесионка
Борова процесионка (Thaumetopoea pityocampa) е вид молец от семейство Thaumetopoeidae. Видът е описан за първи път от австрийците Михаел Денис и Игнац Шифермюлер през 1775 година. Това е един от най-големите вредители по боровите и кедровите дървета в Централна Азия, Северна Африка и Южна Европа.
Видът дължи името си на специфичното придвижване на гъсениците му в процесия една след друга. Власинките на ларвите и гъсениците са изключително опасни за хората и други бозайници, тъй като предизвикват силна алергична реакция (уртикария), заради отделяните парливи отровни вещества, описани за първи път от френския ентомолог Жан-Анри Фабр. Видът презимува в гъсенични гнезда, разположени високо на боровите дървета, които също като самите гъсеници, представляват опасност за здравето.
Боровата процесионка (Thaumetopoea pityocampa) е вид гъсеница, която е известна със своя прецизен начин на движение в дълги колони, наречени процесии. Тя е разпространена главно във високите части на дървесните култури от рода Pinus (борови видове) в Европа.
Гъсениците на боровата процесионка имат характерна външност с черна глава и черни влакна по цялата дължина на тялото. Те се хранят с иглолистни листа на боровите дървета и могат да причинят значителни щети на горските насаждения, особено ако популациите им са големи.
Въпреки че гъсениците са безопасни по отношение на човешкото здраве, те имат отровни влакна, които могат да предизвикат силни алергични реакции при допир с кожата или вдишване. Контактът с тези влакна може да доведе до симптоми като сърбеж, излизане на сърбежни папули, дерматит и дори дихателни проблеми.
Ефективни методи за контрол на боровата процесионка включват използването на биологични агенти (например естествени врагове на гъсениците), химически препарати и физически методи като премахване на гнездата и гъсениците от дърветата.